# Ред и закон (19. сезона)
Деветнаеста сезона серије Ред и закон је премијерно емитована на каналу НБЦ од 5. новембра 2008. године до 3. јуна 2009. године и броји 22 епизоде.

## Опис
Ово је последња сезона серије која се емитовала средом у 22 часа. Серија Ред и закон: Одељење за специјалне жртве је често убацивана у тај термин (ОСЖ се често емитује у 21 час како би била претходница другим серијама које су се касније померале или бивале укинуте) од јесени 2009. године.
Гледаност серије је опала због конкуренције са ЦБС-овом серијом Место злочина: НЈ. Неколико епизода је имало добру гледаност када су се епизоде серије Место злочина: НЈ репризирале (или мењале друге програме) у исто време кад су емитоване нове епизоде серије Ред и закон.
Главна постава се у овој сезони није мењала.

## Улоге

### Главне
- Џереми Систо као Сајрус Лупо
- Ентони Aндерсон као Кевин Бернард
- Ш. Епата Меркерсон као Анита ван Бјурен
- Линус Роуч као ИПОТ Мајкл Катер
- Алана де ла Гарза као ПОТ Кони Рубироза
- Сем Вотерстон као в.д. ОТ Џек Мекој

### Епизодне
- Керолин Мекормик као др. Елизабет Оливет (Епизода 21)

## Епизоде
| Бр. у серији | Бр. у сезони | Назив                    | Редитељ           | Сценариста                                                       | Пpемијерно емитовање | Пpод. код | Гледаност у САД-у (милиони) |
| --- | ------------ | ------------------------ | ----------------- | ---------------------------------------------------------------- | -------------------- | --------- | --------------------------- |
| 412 | 1            | "Туча"                   | Константин Макрис | Ричард Сверен и Кристофер Амрбоз                                 | 5. новембар 2008.    | 19003     | 7.85                        |
| Берзански посредник је претучен до смрти, а истрага доводи до противзаконитог ланца уличних борби. Истражују се питања злоупотребе стања тероризма. |              |                          |                   |                                                                  |                      |           |                             |
| 413 | 2            | "Изазвани"               | Фред Бернер       | Рене Балкер и Ед Зукерман                                        | 12. новембар 2008.   | 19001     | 7.91                        |
| Детективи се надају да им болесни са психичким сметњама може помоћи у решавању случаја мушкарца који је пронађен убијен у парку, али је породица болесника можда одговорна за злочин. |              |                          |                   |                                                                  |                      |           |                             |
| 414 | 3            | "Изгубљени дечаци"       | Крис Зала         | Ричард Сверен и Ђина Ђонфридо                                    | 19. новембар 2008.   | 19004     | 7.58                        |
| Убиство младића повезано је са женом која је побегла из полигамне верске секте. |              |                          |                   |                                                                  |                      |           |                             |
| 415 | 4            | "Пад"                    | Мајкл Воткинс     | Стефани Сенгупта и Кит Иснер                                     | 26. новембар 2008.   | 19005     | 7.63                        |
| Дизалица је пала и убила човека, а детективи проналазе доказе о убиству. |              |                          |                   |                                                                  |                      |           |                             |
| 416 | 5            | "Завршен посао"          | Константин Макрис | Синопсис: Вилијам Н. Фордс и Метју Мекгу Сценарио: Џонатан Ритлс | 3. децембар 2008.    | 19006     | 11.26                       |
| Убијен је један туриста, а детективи сумњају да су у убиство умешан подмићени полицајци из малог града. У међувремену, гувернер прети именовањем новог окружног тужиоца на предстојећим изборима. |              |                          |                   |                                                                  |                      |           |                             |
| 417 | 6            | "Сладак"                 | Марио Ван Пиблс   | Ед Зукерман и Лук Шелхас                                         | 10. децембар 2008.   | 19007     | 7.46                        |
| Познати писац сећања који је написао књигу о свом раном животу као жиголо пронађен је мртав, али док детективи истражују откривају да је књига заснована на животу друге особе. |              |                          |                   |                                                                  |                      |           |                             |
| 418 | 7            | "Нула"                   | Марисол Торес     | Ед Зукерман и Лук Шелхас                                         | 17. децембар 2008.   | 19002     | 6.95                        |
| Тело жене пронађено је у градском врту, а Бернард и Лупо проверавају њен противречни живот и њене везе са смрћу полицајца у Новом Џерзију. Катеру случај угрожава заступник коме се свиђа судиница која тражи необичну помоћ. |              |                          |                   |                                                                  |                      |           |                             |
| 419 | 8            | "Покретна имовина"       | Џим Мекеј         | Вилијам Н. Фордс и Метју Мекгу                                   | 7. јануар 2009.      | 19009     | 10.11                       |
| Пар заступника за бракоразводне парнице убијен је у својој кући, а истрага доводи до могућег заташкавања које је повезано са усвајањем деце са Хаитија. |              |                          |                   |                                                                  |                      |           |                             |
| 420 | 9            | "Кривоклетство"          | Дарнел Мартин     | Ричард Сверен и Кристофер Амброз                                 | 14. јануар 2009.     | 19010     | 8.20                        |
| Тужилац у групној тужби против авио-друштва је убијен, а убиство је можда извршио заступник повезан са многим другим убиствима у прошлости. |              |                          |                   |                                                                  |                      |           |                             |
| 421 | 10           | "Обећање"                | Алекс Чепл        | Ричард Сверен и Ђина Ђонфридо                                    | 21. јануар 2009.     | 19008     | 8.49                        |
| Харолд Фоли и његова супруга Џојс су биолози на месном универзитету. Када су дошли кући, пронашли су сина и кућну помоћницу побијене. Случај оводи до човека опседнутог извесним сестринством. |              |                          |                   |                                                                  |                      |           |                             |
| 422 | 11           | "Срећни леш"             | Марк Левин        | Ед Зукерман и Метју Мекгу                                        | 28. јануар 2009.     | 19012     | 8.89                        |
| Убијени возач камиона повезан је са руском мафијом. |              |                          |                   |                                                                  |                      |           |                             |
| 423 | 12           | "Ванбрачни син"          | Џош Марстон       | Стефани Сенгупта и Кит Иснер                                     | 4. фебруар 2009.     | 19011     | 8.69                        |
| Полицајац који је имао финансијских проблема узима таоце, али га убијају сарадници полицајци. Код њега су пронађени кључеви од стана који му није био главно пребивалиште. Детективи Лупо и Бернард претресају стан и проналазе леш и вредне украдене списе које је украо човек коме су били потребни како би доказао да је ванбрачни син Џона Ф. Кенедија.                           |              |                          |                   |                                                                  |                      |           |                             |
| 424 | 13           | "Откривачи злочина"      | Алекс Чепл        | Ричард Сверен и Ђина Ђонфридо                                    | 11. фебруар 2009.    | 19013     | 7.52                        |
| Када је војни центар за бомбардовање бомбардован, у олупини је пронађена жена у несвести и њена мртва беба која је спавала на том месту. Случај се додатно усложио када се скупина добровољаца опрезно умешала у истрагу, а оба главна осумњичена лица, међу којима је и мајка бебе, имају исте побуде за злочин.                                                                     |              |                          |                   |                                                                  |                      |           |                             |
| 425 | 14           | "Занос"                  | Фред Бернер       | Ед Зукерман и Лук Шелхас                                         | 18. фебруар 2009.    | 19014     | 7.15                        |
| Творац верске интернет странице је убијен, а траг води до подмићеног добротворног удружења које је крале од његових верника. Када су се детективи спремили да ухапсе осумњиченог, он је затражио азил у посланству Ирана тврдећи да је жртва ционистичке завере. |              |                          |                   |                                                                  |                      |           |                             |
| 426 | 15           | "Приход"                 | Џин де Сегонзек   | Ричард Сверен и Кристофер Амброз                                 | 11. март 2009.       | 19015     | 7.58                        |
| Љубавница генералног директора пропале банке убијена је у бекству, а истрага доводи до завере за отмицу и изнуду. |              |                          |                   |                                                                  |                      |           |                             |
| 427 | 16           | "Ослобођење"             | Џим Мекеј         | Вилијам Н. Фордс и Кит Иснер                                     | 18. март 2009.       | 19016     | 7.07                        |
| Један писац је убијен док је истраживао случај шпијунаже кинеске владе који је довео до слања једног човека у затвор пре много година. |              |                          |                   |                                                                  |                      |           |                             |
| 428 | 17           | "Далеко је спас"         | Алекс Чепл        | Ед Зукерман и Метју Мекгу                                        | 25. март 2009.       | 19017     | 7.25                        |
| Детективи Лупо и Бернард истражују убиство телевизијске извештачице која је била у љубавном троуглу са једним својим сарадником. |              |                          |                   |                                                                  |                      |           |                             |
| 429 | 18           | "Рекламирај ово"         | Мајкл Воткинс     | Ричард Сверен и Кристофер Амброз                                 | 29. април 2009.      | 19019     | 7.69                        |
| Детективи истражују злобно премлаћивање латиноамеричке избеглице на црно који би могао да буде повезан са низом других злочина из мржње. |              |                          |                   |                                                                  |                      |           |                             |
| 430 | 19           | "Све ново"               | Роџер Јанг        | Вилијам Н. Фордс и Кит Иснер                                     | 6. мај 2009.         | 19020     | 8.14                        |
| Ватрогасац Томас Купер и његова супруга Линда мучени су и побијени у новој градској кући. Сматра се да су убиства повезана са старим неразјашњеним случајем дроге, али тада детективи сазнају за извесног ватрогасца Ника Спенса који се управо придружио Куперовом друштву и био је озбиљно измучен. Истрага запада у застој јер је Спенс под сумњивим околностима погинуо у пожару. |              |                          |                   |                                                                  |                      |           |                             |
| 431 | 20           | "Замена"                 | Ернест Дикерсон   | Стефани Сенгупта                                                 | 13. мај 2009.        | 19018     | 7.82                        |
| Два ангажована научника погинула су у пожару, а њихов сусед ометен у развоју је повређен док је покушавао да им помогне. Детективи откривају да је пар избоден пре пожара и то их доводи до узнемирене и изузетно љубоморне жене. |              |                          |                   |                                                                  |                      |           |                             |
| 432 | 21           | "Клизај или умри"        | Ноберто Барба     | Ед Зукерман и Лук Шелхас                                         | 20. мај 2009.        | 19021     | 6.70                        |
| Детективи Лупо и Бернард истражују низног убицу коме су мете бескућници и откривају да је имитатор можда у питању, али да би ухапсили убице потребно им је сведочење биполарног ролача који има психотични напад. |              |                          |                   |                                                                  |                      |           |                             |
| 433 | 22           | "Утопљеник или спашеник" | Фред Бернер       | Ричард Сверен и Ђина Ђонфридо                                    | 3. јун 2009.         | 19022     | 8.79                        |
| Угледни добротворни радник је убијен, а током истраге испливавају тврдње о ухођењу и уцени. Случај затим доводи до Рите Шалвој, супруге гувернера Доналда Шалвоја, а Џек Мекој још једном мора да зна да ли је вољан да диже оптужницу свог старог пријатеља. |              |                          |                   |                                                                  |                      |           |                             |